# Eois contraversa
Eois contraversa là một loài bướm đêm trong họ Geometridae.